# Сергеев, Сергей Анатольевич (футболист)
Серге́й Анато́льевич Серге́ев (14 октября 1965, Нижний Тагил) — советский и российский футболист, полузащитник и нападающий.

## Карьера
Воспитанник СК «Высокогорец» города Нижний Тагил. Выступая за «Ротор» и камышинский «Текстильщик», провёл пять сезонов в высшей лиге, где сыграл 117 матчей и забил 16 голов.